# Stereopony
Stereopony (яп. ステレオポニー сутэрэопони:) — японская поп-/панк-рок-группа (J-Rock), состоящая из одних девушек, образованная в 2007 году, на Окинаве, Япония. Дискография группы насчитывает 11 синглов и 3 альбома, также было снято 12 видеоклипов.

## История
Первоначально группа называлась MIXBOX и была подписана на лейбл Ajisai Music Studio в Окинаве.
Песни, написанные в составе MIXBOX:
1. What I like about you
2. Rirurariruha
3. Time Machine
4. Baby
5. Sunset
6. Hop Step jump

В 2007 году они выиграли в молодёжном музыкальном фестивале и решили изменить своё название на Stereopony.
Вскоре после этого, они приняли участие в Okinawa Music scene '08, где исполнили песню под названием Sayonara no Kisetsu.
Благодаря этому они стали известны и в 2008 году подписали контракт с Sony Music Japan gr8! Records.
Их первый DEMO-сингл Sayonara No Kisetsu вышел 24 сентября 2008 года.
5 ноября 2008 года был издан их первый сингл — «Hitohira no Hanabira», который был использован в качестве 17-го эндинга для аниме Блич. Также данная пластинка достигла 25-й строчки в чарте Oricon.
11 февраля 2009 года вышел сингл «Namida no Mukō», заглавный трек которого был использован в качестве вступительной заставки во втором сезоне аниме Mobile Suit Gundam 00. Данная пластинка достигла второй строчки чарта Oricon.
22 апреля 2009 года вышел третий сингл коллектива «I do it» и представляет собой совместную работу с известной японской поп-рок исполнительницей YUI.
19 августа 2009 года — четвёртый сингл «Smilife» был использован как саундтрек к полнометражному аниме-фильму Gekijouban Yatterman: Shin Yattermecha Osu gou! Omocha no Kuni de Dai Ketsudan da Koron.
17 июня 2009 года вышел первый полноценный альбом группы «Hydrangea ga Saiteiru», который состоял из 13 треков.
Сингл коллектива «Tsukiakari no Michishirube» вышел 4 ноября 2009 года; песня была использована в качестве открывающей композиции к аниме Darker than Black: Ryuusei no Gemini.
7-й сингл Stereopony «Over Drive» вышел 12.05.2010
2-й студийный альбом OVER THE BORDER вышел 09.06.2010, включает 13 композиций.
8-й сингл «Chiisana Mahou» был использован в качестве опенинга к аниме Tegamibachi REVERSE. Вышел 8.12.2010
9-й сингл совместно с Kariyushi58 «Tatoeba Utaenakunattara» вышел 10.08.2011
10-й сингл «Arigatou» вышел 07.12.2011.
Стереопони записали кавер-версию песни Akashi (証) группы ZONE.
3-й альбом «MORE! MORE!! MORE!!!» вышел 12.07.2012.
11-й сингл «Stand by me» вышел 30.05.2012
12-й сингл совместный с Эваном Тобенфельдом (продюсер и бывший гитарист Avril Lavigne) «EVANPONY — JUST ROCK WITH ME» вышел 24.10.2012

## Состав
Харагуни Айми (яп. 原国爱海) — гитара, вокал
- Дата рождения: 4 сентября 1990
- Место рождения: Наха, Окинава, Япония

Китадзима Нохана (яп. 北岛乃花) — бас-гитара
- Дата рождения: 16 сентября 1989
- Место рождения: Симабара, Нагасаки, Япония

Яманоха Сихо (яп. 山入端志帆) — ударные
- Дата рождения: 18 октября 1990
- Место рождения: Наго, Окинава, Япония

### Бывшие участники
- Сакаи Синдзё

## Распад группы
После 4 лет на сцене, группа официально заявили о роспуске.
В августе 2012 года Аими перенесла операцию по удалению опухоли на голосовых связках. В течение периода реабилитации, Сихо и Нохана были за рубежом и повышали свой уровень. За время пребывания поодиночке, все они стали больше думать о своих сольных карьерах.
Во время их последующей встречи, девочки решили, что каждая из них хочет сделать сольную карьеру, а не остаться в качестве участника Stereopony.
Сихо и Нохана объединились с Эваном Тобенфельдом и создали группу под названием «EVANPONY». Их совместной работой стал сингл «Just rock with me / Namida Nante Mishite Yannai».
Прежде чем завершить все, они дали концерт в октябре ‘Aki no Yonaga wa Live de Norikire vol.2‘ в Сибуи.

## Дискография

### Синглы
- 5 ноября 2008 — Hitohira no Hanabira (17-й эндинг в Блич)
- 11 февраля 2009 — Namida no Mukō[2] (вторая заставка второго сезона Mobile Suit Gundam 00)
- 22 апреля 2009 — I do it
- 19 августа 2009 — Smilife
- 11 апреля 2009 — Tsukiakari no Michishirube (заставка к аниме Darker than Black: Ryuusei no Gemini)
- 17 февраля 2010 — Hanbunko
- 12 мая 2010 — Over Drive
- 8 декабря 2010 — Chiisana Mahou (заставка к аниме Tegami Bachi REVERSE)
- 10 августа 2011 — Tatoeba Utaenaku Nattara (совместно с Kariyushi 58)
- 28 сентября 2011 — Arigatou
- 30 мая 2012 — Stand By Me (1 эндинг Eureka 7: Ao)

### Альбомы
- 17 июня 2009 — Hydrangea ga Saiteiru (13 треков)[4]
- 9 июня 2010 — OVER THE BORDER
- 7 декабря 2011 — More! More!! More!!!

## Сейчас
Харагуни Айми занята сольным проектом под одноименным названием AIMI.
Китадзима Нохана и Яманоха Сихо — бас-гитара и ударные (соответственно) в группе Draft King.